# Georg Fritze
Georg Fritze (Magdebourg, 1874 ― Cologne, 1939) est un pasteur et théologien évangélique (protestant), socialiste religieux et résistant antifasciste allemand.

## Biographie
Après des études de théologie évangélique à Halle (Saale) et à Marbourg, Fritze passa son premier examen théologique en 1896 à Halle et son deuxième en 1898 à Magdebourg. Une fois accompli son service militaire (1889–1890), il exerça d’abord comme prêtre auxiliaire, puis devint pasteur en second à l’Église missionnaire belge à Charleroi, où il fut ordonné le 30 septembre 1900. Au bout de quatre années passées en Belgique, il s’en revint dans l’église provinciale prussienne de Saxe, où il lui fallut d’abord se soucier d’obtenir son vicariat. Un an plus tard, il put être élu pasteur dans la commune de Nordhausen. En 1905, il épousa Katharina Havelaer, Hollandaise originaire de Haarlem, dont il eut quatre enfants.
En avril 1916, il se détermina pour un poste de pasteur dans l’église de la Trinité à Cologne. Les 15 et 19 janvier 1919, il prononça une conférence dans la salle Gürzenich ― salle des fêtes historique, sise à Cologne, qui à cette occasion était bondée ―, sur le thème, alors très inhabituel, de Église et Social-démocratie ; Georg Fritze y demandait que fût mis un terme à l’antagonisme entre Église et mouvement ouvrier, et critiquait en même temps l’hostilité du SPD à l’égard de la religion. Par la suite se rassembla autour du pasteur engagé un groupe d’ouvriers intéressés par la religion, lequel groupe se constitua le 9 mars 1920 en Association des socialistes religieux d’Allemagne ― Cologne. Ainsi Fritze faisait-il partie, avec Christoph Blumhardt, contraint pour cette raison de renoncer à sa charge de pasteur en 1899, et avec Erwin Eckert (de) et Emil Fuchs, des premiers pasteurs qui se proclamèrent socialistes en Allemagne.
En septembre 1919, Georg Fritze se rendit à la réunion de théologiens évangéliques qui se tenait à Tambach-Dietharz (réunion qui du reste donnera naissance à la dénommée théologie dialectique des années 1920) et y fit e.a. la connaissance de Karl Barth, lequel devint, comme Fritze, et jusqu’à son expulsion hors d’Allemagne, un des peu nombreux pasteurs évangéliques au sein du SPD. Néanmoins, Fritze demeura plutôt un théologien libéral, et ne se tourna résolument vers la théologie dialectique, et en particulier vers Karl Barth, qu’au début des années 1930, c'est-à-dire seulement après que Barth eut commencé à déployer son activité dans la proche ville de Bonn.
Par ailleurs, Fritze s’engagea au cours des années 1920 en faveur de l’ordination des femmes ; quatre femmes au moins accédèrent chez lui au grade de vicaire, chose alors inhabituelle.
En 1928, Georg Fritze devint premier pasteur dans l’église restaurée de la Chartreuse de Cologne. Dans le bulletin paroissial, les Kartäuser Pfarrblätter, il ne cessa de mettre en garde contre le fascisme. En décembre 1930, lui et ses interlocuteurs de l’Association des socialistes religieux ― Cologne discutaient à propos du recours à la violence dans la lutte contre le national-socialisme ; ils appréhendaient déjà de « possibles combats à venir » et discutaient sur le propos de savoir s’il fallait, par principe, s’y engager de manière non violente ou s’il fallait au contraire s’attendre à des démêlés violents et s’y préparer.
À partir de 1933, le nombre croissant de Chrétiens allemands (Deutschen Christen) dans les communes évangéliques colonaises eut pour effet d'exacerber les conflits. Fritze pour sa part participa à la fondation de l'Église confessante (allem. Bekennende Kirche). Celle-ci s’efforça certes de se soustraire à l’emprise national-socialiste sur l’Église protestante, mais échoua par ailleurs à déployer une activité antifasciste efficace. À la fin, même les représentants de l'Église confessante en vinrent à demander à Fritze qu’il désavoue le socialisme et se plie aux desiderata des nazis. En 1938, requis de prêter serment de fidélité à Adolf Hitler, il s’y refusa. Cette attitude servit alors de prétexte pour le démettre de ses fonctions pastorales le 17 octobre 1938. Les âpres querelles ne manquèrent d'altérer gravement sa santé ; le 3 janvier 1939, il mourut d’une défaillance cardiaque consécutive à une apoplexie, et fut inhumé trois jours plus tard au cimetière du Sud de Cologne.

## Commémoration
L’Église protestante, par la voix de l’association des Églises de Cologne, exprima en 1980 des excuses publiques. Une plaque commémorative en hommage à Georg Fritze a été apposée en 1981 dans la cour intérieure de la Chartreuse à Cologne. Depuis cette même année, une prime commémorative (Georg-Fritze-Gedächtnisgabe) est décernée tous les deux ans, par la circonscription Cologne-centre de l’Église protestante, à des « personnes et à des groupes qui s’engagent en faveur de victimes de la dictature et de la violence ».
Dans l’arrondissement colonais de Seeberg, une rue latérale à la Karl-Marx-Allee a été baptisée Georg-Fritze-Weg.
En 1992, la commune évangélique fit don, pour la tour de l’hôtel de ville de Cologne, d’une statue représentant Georg Fritze, due au sculpteur Joachim G. Droll.

## Citations de Fritze
Nous ne pouvons et ne devons oublier qu’au cœur de l’Évangile, sur lequel repose notre existence, se trouve le Royaume de Dieu, et que ce Royaume de Dieu compte ses membres parmi tous les peuples de toutes les parties du monde, et que le Royaume de Dieu et le Royaume de la Patrie, quelque fort que nous les chérissions tous deux, sont choses différentes et que seul l’un des deux peut être le plus élevé. (1917, p. 33)
Il n’est de révolution plus radicale que la mise en pratique de la fraternité. (1921, p. 39)
Dans un sermon, il ne s’agit pas tant que le prêtre trouve des paroles spirituelles tirées du trésor de sa formation, ou de belles comparaisons ; il ne doit pas non plus se laisser guider par la question de savoir si peu ou beaucoup de gens sont susceptibles de venir à lui — ce qui est déterminant, c’est qu’il dise la parole de Dieu. Il doit être comme l’index de Jean (sur le panneau de la crucifixion peint par Grünewald), nettement visible, désignant Jésus : là est la Lumière, là est la Vie ! Voilà l’agneau de Dieu, chargé des péchés du monde ! Quand Dieu est prêché de pareille façon, et lorsque les cœurs accueillent ainsi la Parole, quelque chose alors se passe, alors la joie se fait paix, et la liberté obéissance à la volonté de Dieu… (1933, p. 86)
L’Église ne périra pas par les clameurs de ses adversaires, mais elle pourrait subir des dommages fatals par le silence de ses amis ! (1938, p. 138)
(Les paginations renvoient à l’ouvrage de Prolingheuer Der Rote Pfarrer, où peuvent être trouvées les références précises.)

## Liens
- Notice dans un dictionnaire ou une encyclopédie généraliste :   - Deutsche Biographie
- Notices d'autorité :   - VIAF
  - ISNI
  - LCCN
  - GND
  - Pays-Bas
  - NUKAT
  - WorldCat
- Biographie (sur le Kölner BildungsServer)
- Biografie (commune évangélique)
- Parcours de vie de Georg Fritze (plan de Cologne avec des annotations en rapport avec Georg Fritze)
- Récipiendaires de la Pfarrer-Georg-Fritze-Gedächtnisgabe